# Flataskjeret
Ne doit pas être confondu avec Flataskjeret (Bømlo).
Flataskjeret est une île norvégienne du comté de Hordaland appartenant administrativement à Bergen.

## Description
Rocheuse et couverte d'arbres, à fleur d'eau, elle s'étend sur environ 293 m de longueur pour une largeur approximative de 1 138 m. 